# Assemblea costituente tunisina del 2011
L'Assemblea costituente tunisina del 2011 (in arabo المجلس الوطني التأسيسي التونسي‎?, al-Majlis al-waṭanī al-taʾsīsī al-tūnusī) è stata un'assemblea costituente di 217 membri eletta in 33 circoscrizioni elettorali il 23 ottobre 2011 dagli aventi diritto, in occasione della prima tornata elettorale realmente libera organizzata dopo l'indipendenza del Paese nel 1956, frutto delle Primavere arabe, che in Tunisia hanno dato vita (prima di ogni altro Paese arabo) alla cosiddetta Rivoluzione dei Gelsomini contro il potere dittatoriale di Zine El-Abidine Ben Ali.
Essa ha redatto la nuova Costituzione della Tunisia e ha avuto del pari il compito di designare un governo transitorio del Paese.

## Antefatti
La Tunisia aveva già eletto un'assemblea costituente il 25 marzo del 1956, qualche giorno appena dopo la proclamazione dell'indipendenza dall'occupante francese. Tale assemblea aveva abolito il regime monarchico e proclamato la Repubblica il 25 luglio 1957, prima di adottare la Costituzione, promulgata il 1º giugno 1959.

### Caduta del regime di Ben Ali

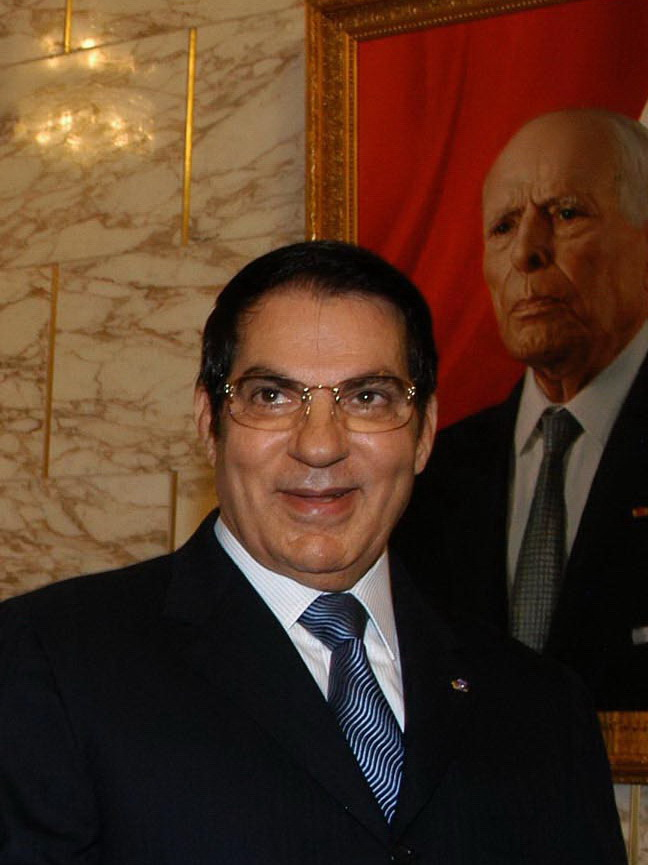
Ritratto del Presidente deposto Zine El-Abidine Ben Ali

In seguito al suicidio commesso da Mohamed Bouazizi, giovane commerciante di strada a Sidi Bouzid, che si dette fuoco per protestare in tal modo contro il sequestro della sua mercanzia da parte della polizia, il 17 dicembre 2010, il regime autocratico al potere cominciò a essere vigorosamente cointestato. Decine di commercianti, cui si unirono giovani e amici e parenti di Bouazizi si riunirono per protestare sull'accaduto. Durante il week-end, le adunate si moltiplicarono; la polizia cercò di disperderle ma la situazione degenerò: numerosi agenti e manifestanti rimasero feriti e si ebbero interpellanze, parlamentari e non.
Il 24 dicembre 2010, la rivolta si estese al centro del Paese, in special modo a Menzel Bouzaiane, dove Mohamed Ammari fu ucciso dalla polizia a colpi d'arma da fuoco che lo colpirono al petto. Altri manifestanti furono feriti, compreso Shawki Belhoussine El Hadri, che morì il 30 dicembre. La polizia affermò di aver agito in stato di legittima difesa. Una sorta di coprifuoco fu quindi imposto nella cittadina dalle forze dell'ordine.
Il 28 dicembre 2010, il Presidente Ben Ali si recò al capezzale di Mohamed Bouazizi. Lo stesso giorno criticò in un suo discorso ufficiale diffuso in diretta sulla catena televisiva nazionale Tunisie 7 i manifestanti che sarebbero solo «una minoranza di estremisti e di agitatori», annunciando che sanzioni severe sarebbero state prese nei loro confronti e attaccò i network televisivi internazionali che egli accusò di diffondere accuse menzognere e di essere responsabili dei disordini. Ma il suo discorso non ebbe alcun impatto sugli ascoltatori e altre cittadine di provincia insorsero, tra cui Gafsa, Susa, Gabès e Kasserine.
Il 3 gennaio 2011, manifestazioni contro la disoccupazione e la crescita del costo della vita degenerarono a Thala: duecentocinquanta persone, per la maggior parte studenti, sfilarono in sostegno di Sidi Bouzid ma furono dispersi dalla polizia. In tutta risposta esse dettero fuoco a pneumatici e attaccarono l'ufficio del Raggruppamento Costituzionale Democratico, il partito presidenziale al potere.
Le manifestazioni proseguirono e il movimento si rafforzò progressivamente con le più diverse componenti della società civile. Il 6 gennaio, furono gli avvocati che a migliaia proclamarono lo sciopero, in segno di protesta contro le violenze poliziesche. L'8 gennaio, un commerciante di 50 anni si immolò a sua volta, sempre a Sidi Bouzid. Gli scontri tra manifestanti e forze dell'ordine divennero via via più letali: l'8 e il 9 gennaio, quattordici civili furono uccisi a colpi d'arma da fuoco a Thala, Kasserine e Regueb secondo il governo ma il numero indicato dall'opposizione fu di venti, e almeno ventitré secondo il giornale francese Le Monde. Il 10 gennaio, un giovane diplomato di Sidi Bouzid pose fine alla sua esistenza, portando a cinque il numero dei suicidi dopo quello di Mohamed Bouazizi. Gli scontri proseguirono nel triangolo Thala-Kasserine-Regueb: marce funebri alla memoria dei morti dei giorni precedenti degenerarono in nuovo incidenti con la polizia; un nuovo bilancio stilato da un responsabile sindacale parlò di almeno cinquanta morti e il personale dell'ospedale di Kasserine protestò ufficialmente «per il numero elevato di vittime e la gravità delle ferite». A Tunisi, gli studenti manifestarono e la polizia anti-sommossa assediò l'Università El Manar in cui centinaia di studenti si erano asserragliati. A Ettadhamen-Mnihla, nella periferia di Tunisi, violenti urti scoppiarono tra le forze di polizia e i manifestanti che saccheggiarono un magazzino e incendiarono una banca.

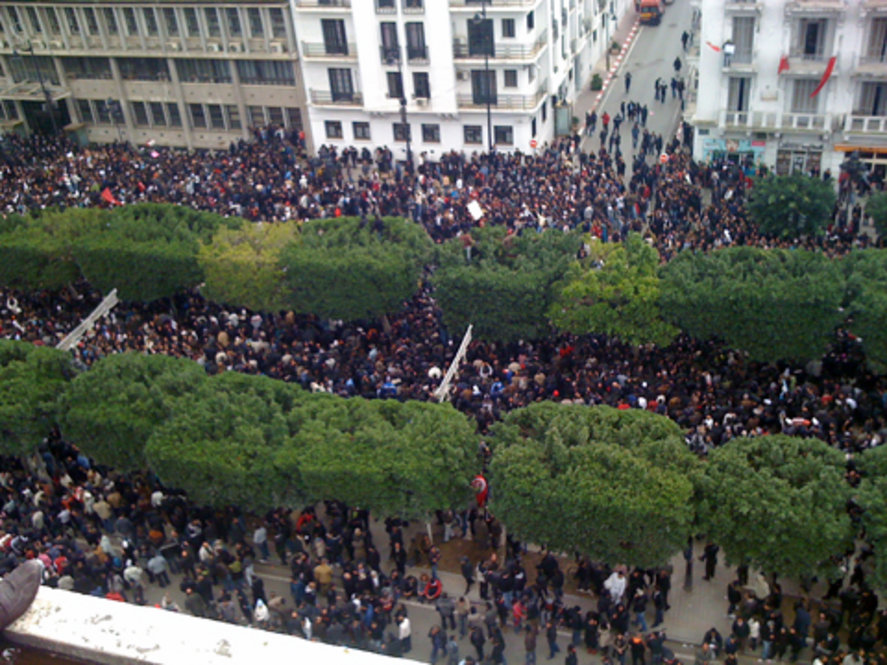
Folla di manifestanti davanti al Ministero degli Interni, il 14 gennaio 2011.

Zine El-Abidine Ben Ali denunciò, il 10 gennaio 2011, in un'intervista televisiva, «atti terroristici», promettendo la creazione di 300.000 nuovi posti di lavoro entro il 2012. Il 12 gennaio, uno sciopero generale fu proclamato a Sfax. Una manifestazione radunò circa 50.000 cittadini. Gli slogan a quel punto erano diventati chiaramente politici. I locali del partito del RCD furono attaccati e dati alle fiamme. Il Primo ministro Mohamed Ghannouchi annunciò l'allontanamento dalle sue funzioni del ministro degli Interni Rafik Belhaj Kacem e la liberazione di tutte le persone imprigionate dopo l'inizio del conflitto civile, nell'ottica di una pacificazione degli animi e della rivolta in atto. Nel pomeriggio, nuovi scontri si ebbero a Biserta e a Jbeniana, in cui le forze di polizia si ritirarono. A Biserta, si assisté a scene di saccheggio di alcuni esercizi commerciali. Gli abitanti della città sospettarono dell'accaduto miliziani organizzati dal regime e cominciarono a organizzarsi in gruppi di autodifesa.
Le contestazioni non cessarono, il Presidente Ben Ali annunciò il 13 gennaio l'adozione di misure supplementari in occasione di un nuovo intervento televisivo, in particolare la garanzia della libertà di stampa e di espressione politica, così come la sua rinuncia a una nuova candidatura nel 2014.
Il 14 gennaio 2011, mentre la contestazione non scemava, Ben Ali annunciò lo scioglimento del suo governo e promise l'organizzazione di elezioni legislative entro sei mesi.
Il 15 gennaio, una rivolta di prigionieri nella prigione di Mahdia fu stroncata nel sangue dalle guardie carcerarie, con la conseguente morte di cinque persone, ma secondo alcuni testimoni i morti furono alcune decine. Per evitare altre violenze, il direttore del carcere decise di liberare tutti i detenuti, un migliaio o forse 1.200. Quarantadue prigionieri trovarono la morte lo stesso giorno nell'incendio del carcere di Monastir, a seguito del quale i prigionieri furono tutti liberati. In totale, 11.029 detenuti fuggirono, su un totale di 31.000 imprigionati a tutto il mese di gennaio. Solo 1.470 furono ripresi.
Il 16 gennaio sera, l'esercito tunisino dette l'assalto al palazzo presidenziale di Cartagine, nel quale si trovavano membri della Guardia Presidenziale rimasti fedeli a Ben Ali.
Più tardi nella giornata, abbandonò però precipitosamente la Tunisia per l'Arabia Saudita, mentre le forze armate rifiutavano di solidarizzare con Ben Ali, proteggendo invece i manifestanti contro la polizia: cosa che convinse il Presidente della Repubblica ad abbandonare precipitosamente la Tunisia, assieme a una parte dei suoi parenti più stretti. e a rifugiarsi nell'ospitale Arabia Saudita dopo uno scalo a Malta. · 
Il generale Ali Seriati, capo della sicurezza di Ben Ali, fu arrestato in quella stessa giornata. Tuttavia, la sera del 14 e nei giorni seguenti, bande di sostenitori del regime benalista, armati e utilizzando veicoli fuoristrada, percorsero le vie di Tunisi e poi quelle di altre città tunisine, per seminare il terrore e il disordine. Gli abitanti di Tunisi si organizzarono allora in Comitati di quartiere per proteggersi: secondo Benoît Delmas, la Rivoluzione s'era giocata in quei cinque giorni.
Kaïs Ben Ali (Qays b. ʿAlī), nipote del deposto Presidente e potente politico di M'saken fu interrogato dalle forze armate. Rafik Belhaj Kacem, ultimo ministro degli Interni di Ben Ali, liquidato il 12 gennaio, fu a sua volta arrestato nella sua regione natale di Béja.

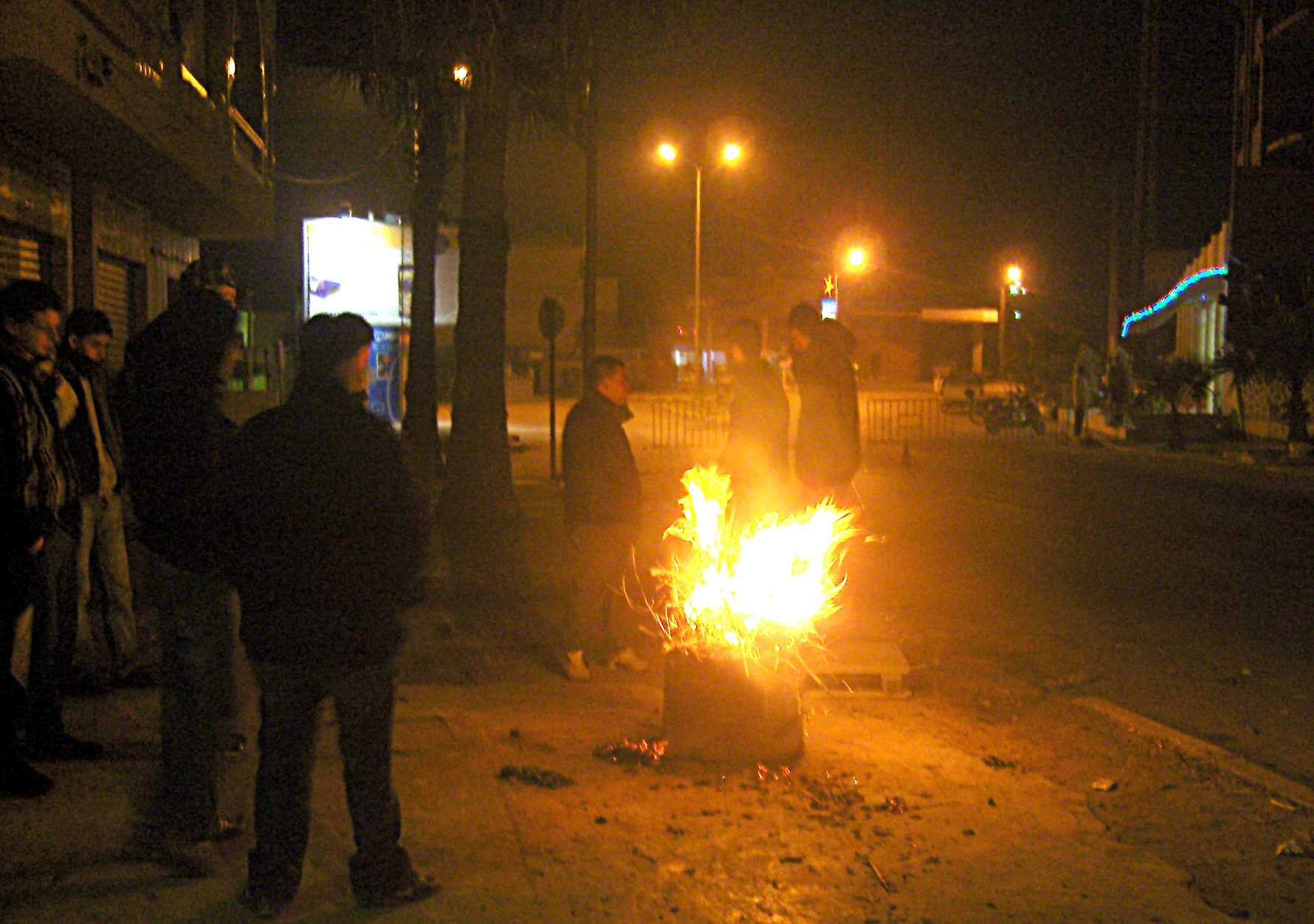
Barricata eretta a Tunisi su una strada a opera di un Comitato di quartiere il 17 gennaio 2011.

#### Interim di Fouad Mebazaa

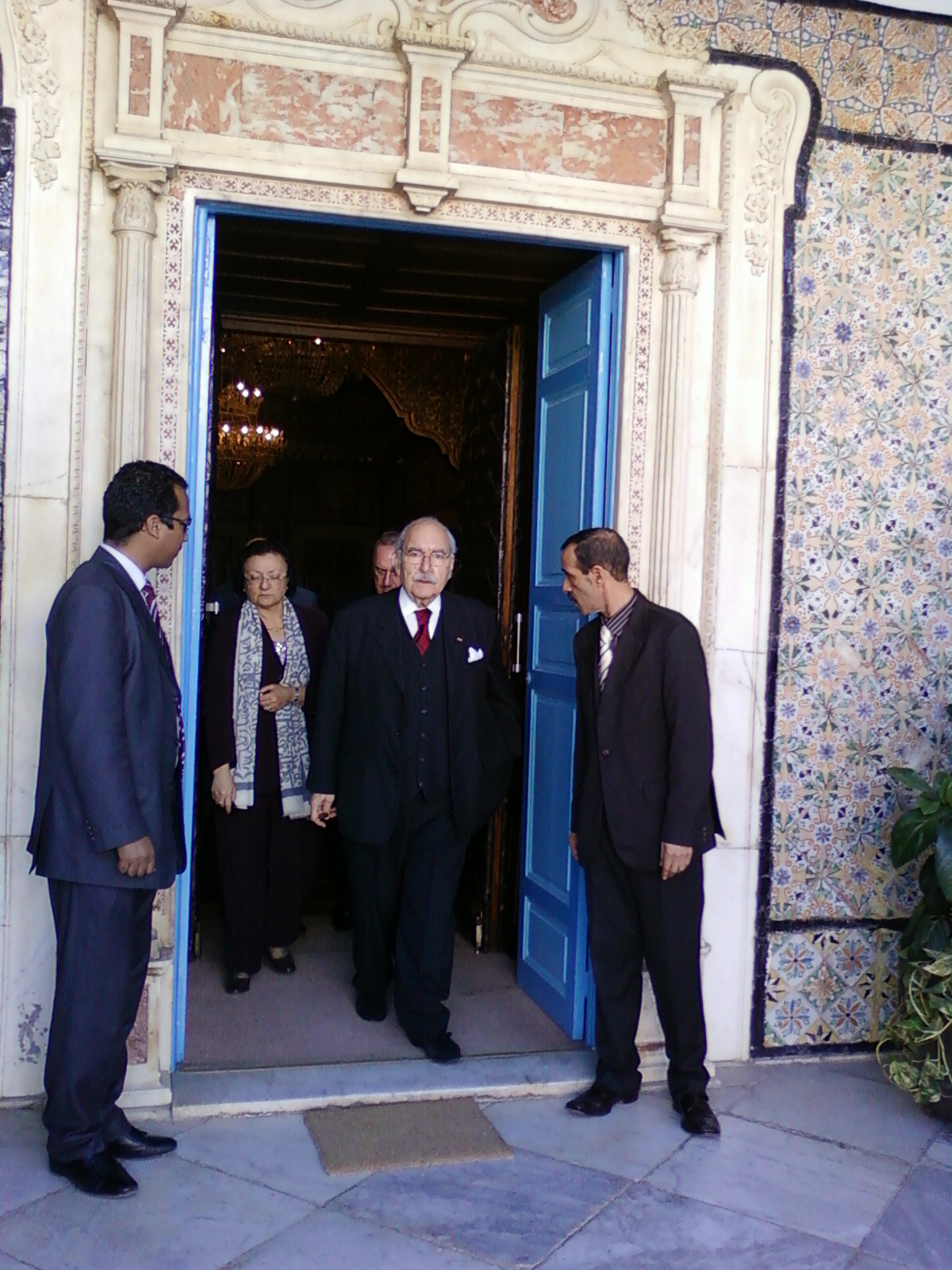
Fouad Mebazaa che esce il 15 gennaio 2011 dalla Camera dei Deputati con destinazione il palazzo presidenziale di Cartagine

Il Primo ministro, Mohamed Ghannouchi, si proclamò in quella stessa cruciale giornata del 14 gennaio Presidente a interim, in virtù dell'art. 56 della Costituzione tunisina del 1959, che prevedeva che:
L'indomani, di fronte alla «vacanza definitiva del posto di Presidente della Repubblica», il Consiglio costituzionale, attraverso il suo presidente Fethi Abdennadher, designò Fouad Mebazaâ come Presidente della Repubblica tunisina a interim, in forza dell'articolo 57, che prevedeva che:
Egli investì della carica di Primo ministro Ghannouchi, incaricato di formare un governo di unità nazionale, in attesa dello svolgimento di regolari elezioni democratiche.
In seguito a negoziati con alcuni partiti d'opposizione "legale", il potere interinale annunciò nella serata del 16 gennaio 2011 la costituzione di un governo provvisorio dal quale sarebbero state escluse le principali figure del deposto regime di Ben Ali. Maya Jribi, segretario generale del Partito Democratico Progressista (PDP) annunciò che un nuovo governo che avrebbe escluso i partiti filo-governativi sarebbe stato varato per il 17 gennaio e che sarebbe stato composto dai rappresentanti del Movimento per il Rinnovamento (Ettajdid), del Forum Democratico per il Lavoro e le Libertà (Ettakatol) e dal PDP, cui sarebbero state affiancate personalità indipendenti.
Il 17 gennaio 2011, dopo neppure 17 ore, una volta costituito e reso pubblico il governo di transizione, Mohamed Ghannouchi annuncia la liberazione di tutti i prigionieri politici, l'annullamento del divieto d'attività per la Lega dei Diritti dell'Uomo e la libertà totale d'informazione. Il Ministero delle Comunicazioni, accusato di censurare la stampa e d'impedire la libertà di parola, è d'altra parte soppresso. Yadh Ben Achour, specializzato in dottrine politiche islamiche e diritto pubblico, antico preside della Facoltà di Scienze giuridiche di Tunisi, che aveva presentato le proprie dimissioni dal Consiglio costituzionale nel 1992 e che era un oppositore del deposto regime, viene nominato alla testa della "Commissione di riforma dei testi e delle istituzioni" per ripulirli dei dispositivi messi in atto dal regime di Ben Ali per impedire qualsiasi opposizione. La Commissione ha come fine quello di riformare le leggi, specialmente nel campo penale, ma anche le leggi sulle associazioni, quelle sulla costituzione dei partiti politici e quelle costituenti il codice della stampa.
Il "Consiglio di salvaguardia della rivoluzione" - in cui sono rappresentate con una forte legittimazione scaturita dalla Rivoluzione personalità rivoluzionarie, associazioni (Lega tunisina dei diritti dell'uomo, l'Associazione tunisina delle donne democratiche, l'Ordine degli avvocati), l'Union Général des Travailleurs Tunisien (UGTT) e dodici partiti - si fonde con la "Commissione di riforma dei testi e delle istituzioni", dando vita all'Alta istanza per la realizzazione degli obiettivi della rivoluzione, della riforma politica e della transizione democratica, ricca di 155 componenti, con poteri concorrenziali con quelli del Parlamento.

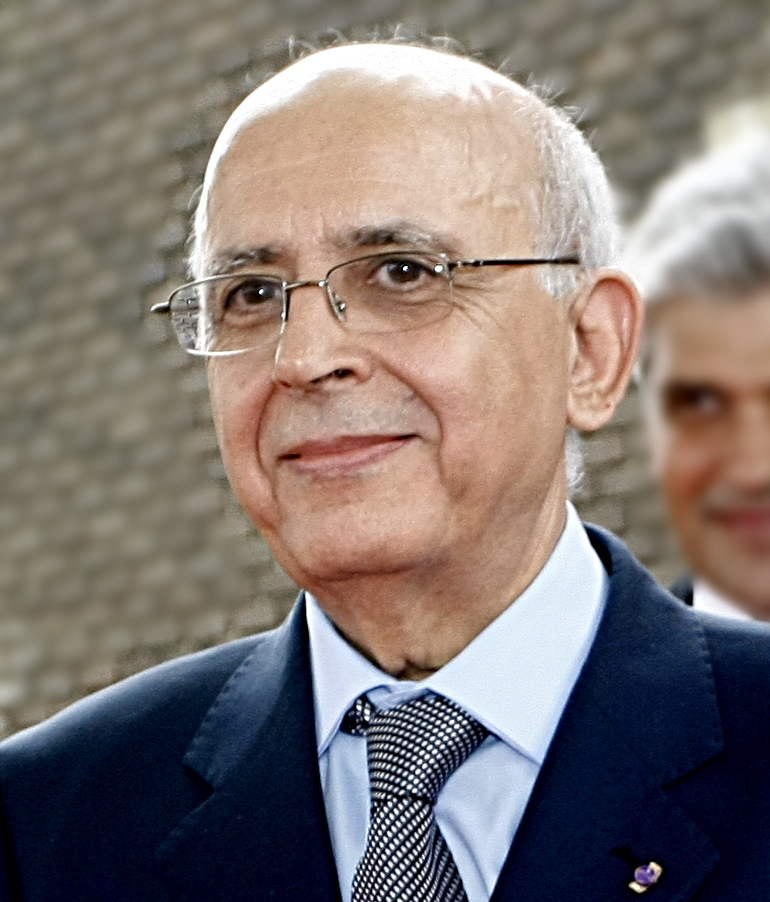
Mohamed Ghannouchi.

Manifestazioni spontanee e scontri ebbero luogo il 17 gennaio a metà giornata a Tunisi e in altre città come Sidi Bouzid e Regueb, prima della proclamazione del succitato governo, per protestare contro la sua composizione, giudicata «troppo RCD» e in favore dello scioglimento del partito presidenziale. L'indomani, 18 gennaio, migliaia di persone manifestarono nel Paese per protestare contro la presenza di ministri dell'ultimo governo Ben Ali nella compagine ministeriale di transizione. A Tunisi, la polizia fece di nuovo uso di gas lacrimogeni per disperdere i sostenitori dell'opposizione e i sindacalisti che denunciavano il nuovo Gabinetto come una «mascherata». Il RCD annunciò da parte sua la radiazione di Zine El-Abidine Ben Ali e di sei dei suoi collaboratori, «sulla base dell'inchiesta condotta a livello di partito, a seguito dei gravi avvenimenti che hanno scosso il Paese».
Alla fine del primo Consiglio dei ministri del gabinetto di transizione, il portavoce del governo, Taïeb Baccouche (al-Ṭayyib Baqqūsh) annunciò un periodo di lutto nazionale di tre giorni «in memoria delle vittime dei recenti avvenimenti», il recupero da parte dello Stato dei beni mobili e immobili del Raggruppamento Costituzionale Democratico e confermò l'approvazione del progetto di legge sull'amnistia per le 1800 persone incriminate a vario titolo a seguito della Rivoluzione, per i prigionieri politici, oltre al riconoscimento dell'insieme dei movimenti politici messi fuori legge.

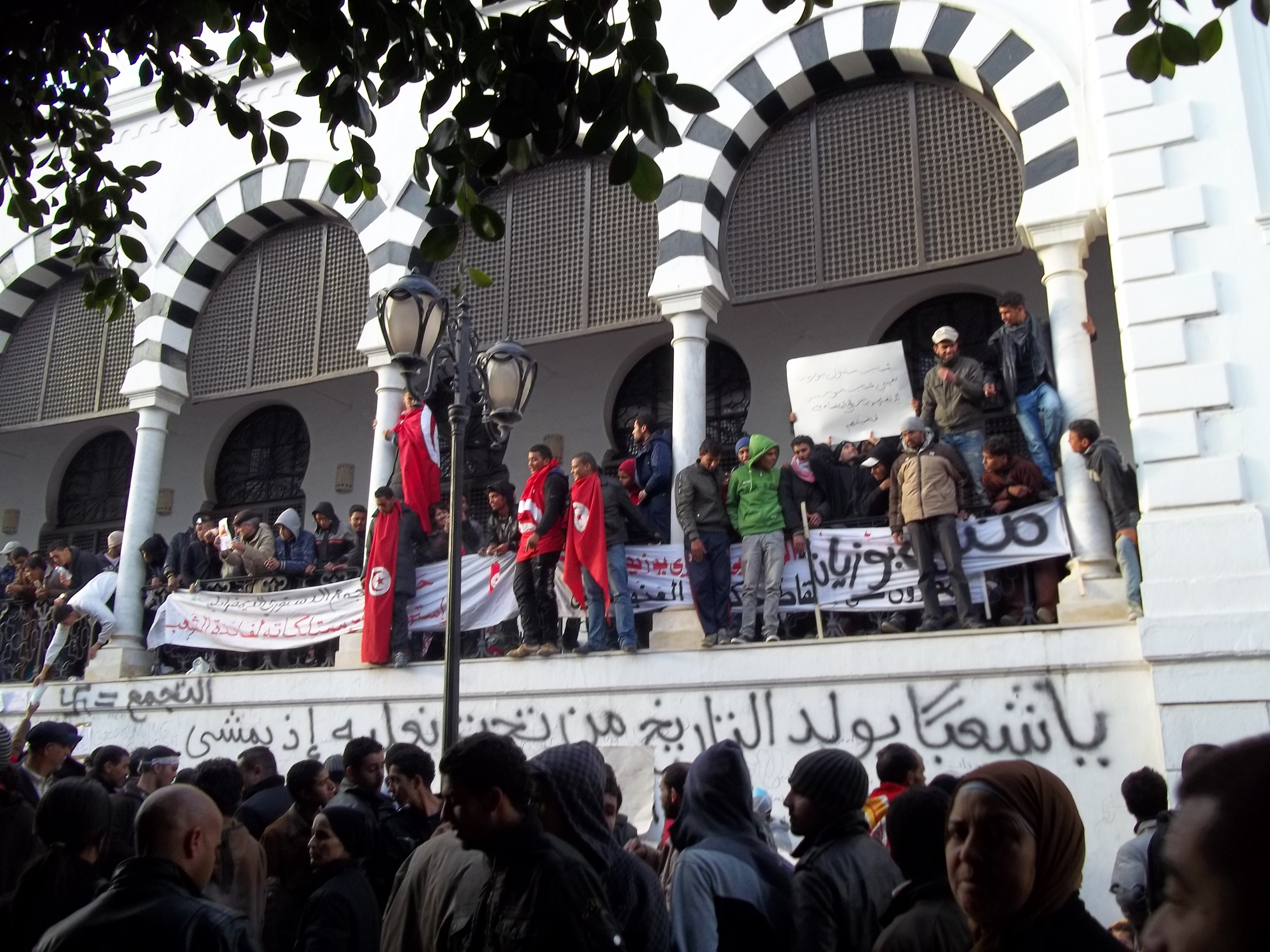
Manifestanti del 24 gennaio 2011

Il 22 gennaio 2011, per iniziativa dei giovani abitanti dell'area centro-occidentale della Tunisia, la regione cioè da cui era partito il movimento che aveva portato alla Rivoluzione, una «carovana della liberazione» che radunava diverse centinaia di persone si mise in marcia alla volta di Tunisi per reclamare l'uscita dal governo delle personalità del deposto regime. Una marcia pacifica e spontanea partì da Menzel Bouzaiane, da Sidi Bouzid e da Regueb per essere raggiunta lungo il cammino da militanti dei diritti dell'uomo e da sindacalisti. Il corteo eterogeneo, che alternava la marcia a piedi con tragitti percorsi in autovettura, era sostenuto dal consenso della popolazione e raggiunse Tunisi il 23 gennaio. Il corteo si arricchì di centinaia di cittadini e pose l'assedio al palazzo della Dar El Bey (la residenza passata degli antichi Bey di Tunisi), poi diventata residenza del Primo ministro, in piazza della Kasba (chiamata anche "Piazza del Governo"), determinato a far cadere il governo transitorio. Il governo di transizione sembra in affanno. Più tardi, in giornata, i ranghi dei manifestanti s'ingrossarono nuovamente per l'arrivo di alcune migliaia di persone sulla spianata della Kasba, vicino agli uffici del Primo ministro Mohamed Ghannouchi, insistendo nella richiesta di dimissioni del governo transitorio. Le forze armate (forti della loro "terzietà") continuarono a interporsi tra manifestanti e polizia..
Il 27 gennaio 2011 sera, dopo tre giorni di negoziati e di difficili trattative, Mohamed Ghannouchi cedette in parte alla pressione popolare e presentò un nuovo governo, purgato dagli esponenti dell'antico regime, sprezzantemente bollati come "cacicchi".

Tale nuova compagine ricevette l'avallo della direzione dell'UGTT (lo storico sindacato tunisino di cui alcuni criticano un certo qual radicalismo ma anche una qualche passata "docilità" nei confronti di Ben Ali) e provocò un'esplosione di gioia nei manifestanti di Piazza della Kasba, dove erano rimasti accampati per quattro notti, sotto le finestre del palazzo del Primo ministro. Nondimeno, se la folla espresse soddisfazione per la decisione, reclamò però l'abbandono del potere anche da parte di Ghannouchi, ultimo Primo Ministro del Presidente deposto, Ben Ali. I ministeri-chiave, fin lì "feudo" dei politici maggiormente vicini al regime di Ben Ali, furono affidati a Abdelkrim Zbidi (Difesa Nazionale), Ahmed Ounaies (Affari Esteri), Farhat Rajhi (Interni) e Jelloul Ayed (Finanze). Inoltre Azedine Beschaouch sostituì Moufida Tlatli alla Cultura. Tra i dodici nuovi ministri, per la maggior parte tecnocrati scelti per le loro competenze, figuravano essenzialmente docenti e ricercatori universitari di alto profilo, fra cui l'economista Elyès Jouini, fino ad allora vicepresidente del Consiglio Scientifico dell'Università Paris IX - Dauphine e Habiba Zéhi Ben Romdhane, professore nella Facoltà di Medicina, cofondatrice della sezione tunisina di Amnesty International, oltre a vari imprenditori.
Il 7 e il 9 febbraio 2011, le due Camere del Parlamento tunisino, composte da eletti provenienti dal partito presidenziale del RCD e da partiti autorizzati dal potere benalista, votarono una legge che consentiva al Presidente a interim, Fouad Mebazaâ, di governare per decreto legge. Il Presidente si vide così affidare la missione di adottare i decreti necessari per l'amnistia, l'adozione di un regime rispettoso dei diritti dell'Uomo e l'organizzazione di elezioni libere. Allo stesso tempo il partito di Zine El-Abidine Ben Ali fu sospeso, le sue attività vietate, i suoi locali chiusi e programmato il suo scioglimento. Mentre le violenze proseguivano nel Paese e i manifestanti insistevano a reclamare la fine del governo Ghannouchi, il Parlamento rinunciava così a ogni sua partecipazione al processo di transizione. Era la fine di una delle istituzioni dell'antico regime dittatoriale.

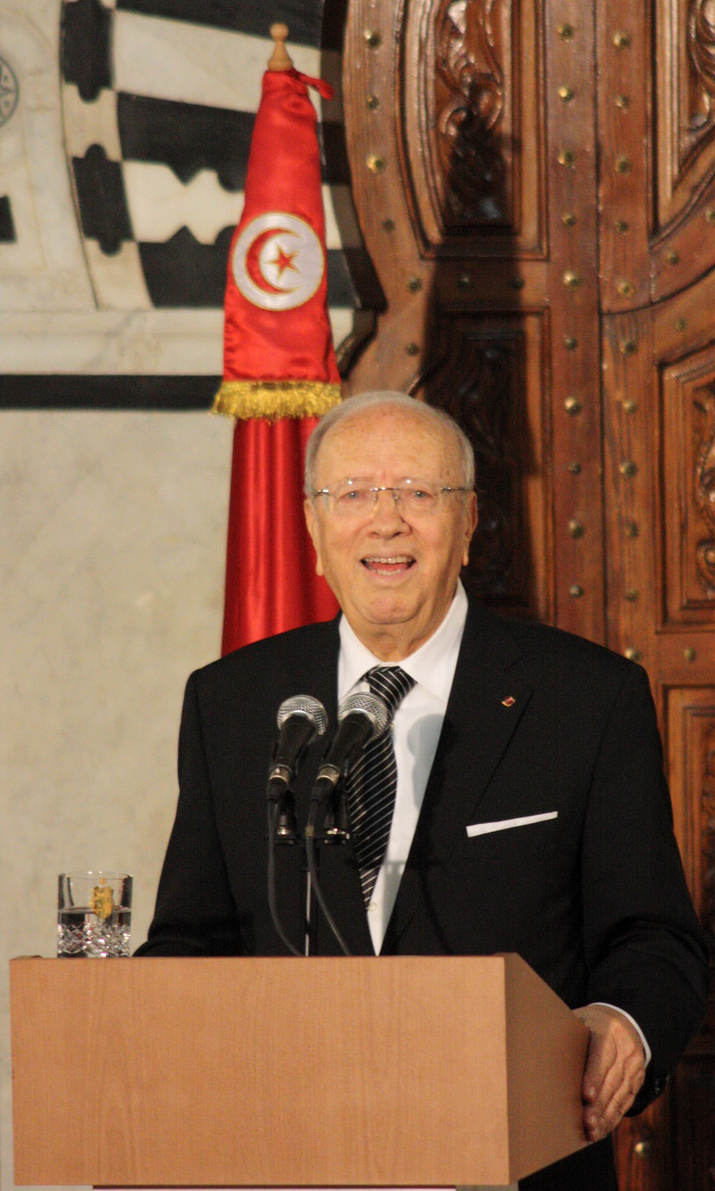
Beji Caid Essebsi, secondo Primo Ministro nel governo di transizione.

Per sei settimane, la tensione e gli scontri proseguirono. Particolarmente essi riguardavano quanti avevano come obiettivo le dimissioni del governo Ghannouchi, che respinse le richieste dei manifestanti, e quanti rivendicavano l'entrata in azione e maggior potere effettivo degli organismi scaturiti dalla Rivoluzione dei Gelsomini, prima fra tutti la nascita di un'Assemblea costituente, una decisa epurazione dei benalisti e la richiesta di un'estradizione di Ben Ali per il reato di alto tradimento. Diverse migliaia di manifestanti occuparono le Kasba di Tunisi e Sfax a partire dal 21 febbraio, a seguito dell'appello in particolare del CNPR. Essi ottennero soddisfazione il 27 febbraio, con una manifestazione di circa 100.000 persone a Tunisi che portò alle dimissioni del Primo ministro, sostituito da Beji Caid Essebsi, più volte ministro sotto Habib Bourguiba. Questa nuova prova di forza contestataria provocò la morte di 5 persone e l'arresto di 88 manifestanti. Mebazaa annunciò il 3 marzo 2011 l'elezione di un'Assemblea costituente, al fine di elaborare una Costituzione in sostituzione di quella del 1959. Il 7 marzo, Caid Essebsi rese nota la sua lista di 22 ministri e di 9 Segretari di Stato, nessuno dei quali legato a partiti o movimenti politici, così come aveva promesso, ma in continuità istituzionale con il governo precedente. Il 9 marzo, il Raggruppamento Costituzionale Democratico fu infine disciolto.
Il 28 marzo, Caid Essebsi chiese al Presidente Mebazaa di rimpiazzare il ministro degli Interni, Farhat Rajhi, con Habib Essid. Rajhi aveva infatti rilasciato un'intervista, diffusa il 5 maggio su Facebook, in cui aveva qualificato in particolare Caid Essebsi come "mentitore", dichiarando che il suo governo era manipolato da un antico parente di Ben Ali e che il Capo di Stato Maggiore, il generale Rachid Ammar, preparava un colpo di Stato nel caso in cui il movimento islamista Ennahda avesse vinto le elezioni. L'indomani, di fronte alle reazioni, in particolare del governo, egli si scusò affermando di essere stato abbindolato, dicendo «che si trattava di ipotesi, interpretazioni e semplici opinioni personali» e giustificando le sue accuse con una sua «immaturità politica».
L'8 giugno Essebsi annunciò al popolo tunisino che l'elezione dell'Assemblea Costituente era spostata dal 24 luglio al 23 ottobre 2011..
Nel frattempo, l'Alta istanza per la realizzazione degli obiettivi della Rivoluzione, della riforma politica e della transizione democratica adottò una serie di riforme e fissò le regole che avrebbero dovuto regolamentare la futura Assemblea costituente. In effetti, l'istanza impose uno scrutinio paritario, la non-partecipazione degli antichi membri del RCD, il voto dei Tunisini all'estero ma anche l'elezione di una Istanza superiore indipendente per le elezioni, incaricata dell'organizzazione dello scrutinio e diretta da Kamel Jendoubi.

## Elezione
L'elezione dell'Assemblea costituente a seguito della prima elezione democratica in Tunisia, si svolse in base a un sistema proporzionale plurinominale a turno unico, organizzata tra i giorni 20 e 23 ottobre 2011, per l'identificazione dei suoi 217 componenti. Al termine della presentazione delle liste, furono registrati 11.686 candidati articolati su 1.517 liste, di cui 828 relative a partiti politici strutturati, 655 a liste indipendenti e 34 a coalizioni.
La campagna elettorale fu aperta il 1º ottobre e chiusa il 21 ottobre. Benché la Rivoluzione fosse stata abbondantemente collegata a problematiche economiche, il principale tema della campagna fu il ruolo della laicità e dell'Islam nella vita pubblica. Dopo la caduta del regime di Zine El-Abidine Ben Ali, le restrizioni collegate all'adozione del hijab furono eliminate. In tale contesto, molti partiti laici si erano formati dopo lo scioglimento del partito egemonico di Ben Ali.
Al termine di questa elezione, il partito Ennahda ottenne la maggioranza relativa dei seggi. A seguito dell'adozione della legge sull'organizzazione provvisoria dei poteri pubblici, il Segretario generale di Ennahda, Hamadi Jebali, fu nominato Primo ministro e dette vita a un governo di coalizione con il partito Congresso per la Repubblica e col Forum Democratico per il Lavoro e le Libertà (Ettakatol).

## Composizione dell'Assemblea costituente tunisina del 2011
Malgrado l'equilibrio tra i sessi fosse stato rispettato da tutte le liste candidate, la grande maggioranza dei capilista fu costituita da uomini, in modo che solo 49 dei 217 seggi andarono alle donne, ossia il 24 % (42 dei 49 membri eletti, peraltro, furono di Ennahda), tenendo anche conto che questo partito islamista aveva ottenuto eletti nella maggior parte delle circoscrizioni.
Altre donne raggiunsero l'Assemblea nel corso del suo mandato, in sostituzione in particolare di Moncef Marzouki dopo l'elezione a Presidente della Repubblica, di Moncef Ben Salem, di Mohamed Abbou, di Mohamed Habib Marzouki, di Saïd Mechichi, di Hédi Ben Abbès e di Ahmed Khaskhoussi, che si dimisero dall'Assemblea quando Firdaous Oueslati si era dimesso per motivi di salute. Nell'aprile 2014, l'Assemblea annoverava 67 donne, vale a dire circa il 31 % dei suoi membri..
La ripartizione dei seggi conobbe rimescolamenti continui a causa della frequente mobilità tra i partiti dei costituenti. A qualche giorno dalle elezioni legislative tunisine del 2014 per la composizione dell'Assemblea dei rappresentanti del popolo, altri mutamenti ebbero luogo. La situazione da allora si presenta come segue:
| Partito o altra formazione                                        | Membri | Membri iniziali   | Movimenti |
| ----------------------------------------------------------------- | ------ | ----------------- | --- |
| Ennahda                                                           | 85     | 89                | Adesione provvisoria di un membro del Movimento Democratico dei Socialisti (MDS) e di un membro del Congresso per la Repubblica; l'eletto del MDS, così come due eletti di Ennahda, (Khaled Belhaj e Farah Ncibi) raggiungono il nuovo partito formato da Riadh Chaïbi, il Partito della costruzione nazionale, seguiti da Nafti Mahdhi. Infine, Fatouma Attia aderisce ad Āfāq Tūnus, preferendo non rischiare il cattivo esito della sua elezione in seno a Ennahda, che ella apertamente critica. |
| Indipendenti                                                      | 16     | 8                 | Degli otto indipendenti eletti, i soli Fayçal Jadlaoui (Fayṣal Jandalawī) e Mohamed Néjib Hosni (Muḥammad Najīb Ḥusnī) hanno mantenuto le loro posizioni; il loro campo si è rafforzato per l'arrivo di cinque membri del Congresso per la Repubblica, di un membro di Ettakatol, di quattro membri della Petizione popolare, di due membri di al-Jumhūrī) (Partito repubblicano), di un membro dell'Iniziativa nazionale desturiana ("Al Moubadara", ossia al-Mubādara), di un membro di Āfāq Tūnus e di un membro del Partito dei Lavoratori (Tunisia).                                                                           |
| Congresso per la Repubblica                                       | 12     | 29                | Dissidenza di 17 membri: tre verso la Corrente democratica, cinque verso il Movimento Wafa, due verso Ettakatol, uno verso il Appello della Tunisia (Nidāʾ Tūnus), uno verso il Partito dell'involo verso l'avvenire (Al Iklaâ, ossia al-Iqlāʿa) e cinque diventati indipendenti. |
| Forum Democratico per il Lavoro e le Libertà (Ettakatol)          | 12     | 20                | Dissidenza di dieci membri: cinque verso la Via Social Democratica ("Al Massar", ossia al-Masār), due verso il Appello della Tunisia (Nidāʾ Tūnus), uno verso l'Alleanza Democratica), uno verso il Partito della terza via e uno diventato indipendente; incorporazione di due membri del Congresso per la Repubblica, fra cui Larbi Ben Salah Abid che passò dal Movimento Wafa, dopo il congresso, al Congresso per la Repubblica. |
| Alleanza Democratica                                              | 11     | Non costituito    | Formato inizialmente da otto dissidenti del Partito Democratico Progressista e raggiunto in seguito da Abdelkader Ben Khemis di Al Joumhouri; registra invece la defezione di Mohamed Neji Gharsalli (diventato indipendente) e di Abdelkader Ben Khemis che opta per la Via Social Democratica. È successivamente rinforzato dall'adesione di Jamel Gargouri e di Chokri Yaïche, che avevano lasciato Appello della Tunisia (Nidāʾ Tūnus); l'ultimo però si ritira dopo la designazione dei capilista per le elezioni legislative.                                                                                                 |
| Polo Democratico Modernista                                       | 10     | 5                 | Confluiscono quattro membri di Ettakatol e un membro dell'Alleanza Democratica Diventa la Via Social Democratica ("Al Massar"). |
| Petizione Popolare                                                | 7      | 26                | Dissidenza di 19 membri (due verso Appello della Tunisia, ossia Nidāʾ Tūnus, uno verso il Movimento Wafa, dodici verso altri partiti e quattro senza partito) Diventa la Corrente dell'Amore. |
| Al Joumhouri (Partito Repubblicano)                               | 7      | Non costituito    | Formato da otto membri dell'antico Partito Democratico Progressista, tre dell'antico Āfāq Tūnus e un indipendente; dissidenza di cinque membri, · |
| Movimento Wafa                                                    | 7      | Non costituito    | Formato da dodici dissidenti del Congresso per la Repubblica; dissidenza di cinque membri (di cui uno verso Appello della Tunisia, cioè Nidāʾ Tūnus, e due senza partito). |
| Partito della Voce del Popolo Tunisino                            | 6      | Non costituito    | Rafforzato dall'adesione di Ibrahim Hamdi, Abdessatar Dhifi, Romdhane Doghmani, Jalel Farhat e Hassen Radhouani, tutti aventi cambiato partito a più riprese, e da Wissam Yassine. |
| Al Amen                                                           | 5      | Non rappresentato | Beneficia dell'adesione di tre membri della Petizione Popolare (Moez Kammoun, Anouar Marzouki e Saâd Bouaïche) e da quelle di Mohamed Salah Chairet e di Abderrazek Khallouli, che a un certo momento avevano aderito al Movimento del Tunisino per la Libertà e la Dignità. |
| Appello della Tunisia (Nidāʾ Tūnus)                               | 5      | Non costituito    | Formato da sei dissidenti (quattro di Ettakatol, uno del Congresso per la Repubblica e uno della Petizione Popolare); altri sei lo raggiungono ma sette lo abbandonano in seguito, tra cui Ibrahim Kassas, Mouldi Zidi, Jamel Gargouri, Dhamir Mannaï, Chokri Yaïche e Mohamed Ali Nasri, riducendo in tal modo la consistenza del partito a cinque membri: Khemaïs Ksila, Rabiâa Najlaoui, Abdelaziz Kotti, Fatma Gharbi e Abdelmonem Krir. |
| Partito del movimento della Repubblica                            | 4      | Non costituito    | Formato da una decina di membri che avevano lasciato la Petizione Popolare (Corrente dell'amore) e del quale numerosi sono poi passati all'Unione Patriottica Libera e al Partito dell'Apertura e della Fedeltà, hanno chiesto a Larbi Nasra di essere il loro candidato alle elezioni presidenziali, ma alcuni di loro hanno poi rapidamente lasciato il partito; Nasra ha fondato un altro partito, il Partito della Voce del Popolo Tunisino, e i quattro membri restanti si sono affidati allora all'uomo d'affari Samir Abdelli e gli hanno consentito di presentarsi candidato alle elezioni presidenziali tunisine del 2014. |
| Āfāq Tūnus                                                        | 4      | 4                 | Si è fuso con altri partiti per dar vita ad Al Joumhouri prima di essere ricostituito da tre membri, raggiunti in seguito da Fatouma Attia (proveniente da Ennahda). |
| Partito della Costruzione Nazionale                               | 4      | Non costituito    | Creato da dissidenti di Ennahda, è rappresentato da tre eletti di tale movimento e da Nizar Kacem, eletto nella lista del Partito Democratico Sociale della Nazione. |
| Iniziativa Nazionale Desturiana                                   | 3      | 5                 | Monia Ben Nasr è stata esclusa per aver partecipato ad alcune delibere nel corso del boicottaggio della costituente del partito; Fadhel Elouj abbandona il partito per raggiungere il Movimento desturiano. |
| Partito comunista degli operai di Tunisia.                        | 3      | 3                 | Diventa il Partito dei Lavoratori. |
| Corrente Democratica                                              | 3      | Non costituito    | Creato da Mohamed Abbou, è rappresentato da Samia Abbou, Nizar Makhloufi e da Lazhar Chamli. |
| Movimento del Popolo/Corrente popolare                            | 2      | 2                 | Mourad Amdouni raggiunge in seguito la Corrente popolare e Fadhel Saghraoui (Fāḍil Saqrāwī) sostituisce Mohamed Brahmi. |
| Unione Patriottica Libera                                         | 2      | 1                 | Beneficia dell'adesione di cinque membri della Petizione Popolare, che la abbandonano a sua volta qualche mese dopo, con l'eccezione di Hanène Sassi. |
| Partito Unificato dei Patrioti Democratici                        | 1      | 1                 | - |
| Partito Repubblicano Maghrebino                                   | 1      | 1                 | - |
| Movimento Tunisino per la Libertà e la Dignità                    | 1      | Non costituito    | Conta un singolo membro, Mohamed Tahar Ilah, dopo aver attirato altri membri al momento della sua costituzione in partito. |
| Partito della Terza Via                                           | 1      | Non costituito    | Creato da Salah Chouaïb e Mohamed Allouch, dissidenti di Ettakatol. Allouch muore e una donna chiamato a rimpiazzarlo preferisce raggiungere la Via Social Democratica ("Al Massar"). |
| Partito popolare progressista                                     | 1      | Non costituito    | Creato da Hicham Hosni dopo la sanzione subita ad opera del suo antico partito. |
| Movimento desturiano                                              | 1      | Non costituito    | Partito di Hamed Karoui, integra la Costituente per via dell'abbandono di Fadhel Elouj dell'Iniziativa nazionale desturiana ("Al Moubadara", ossia al-Mubādara). |
| Al Rafah                                                          | 1      | Non costituito    | Ad esso aderisce Mohamed Lotfi Ben Mesbah, membro del Partito dell'Equità e dell'Uguaglianza. |
| Fronte nazionale tunisino                                         | 1      | Non costituito    | Prolungamento di liste indipendenti che usano tale denominazione e di cui Foued Thameur è il rappresentante. |
| Partito dell'involo verso l'avvenire ("Al Iklaâ", ossia al-Iqlāʿ) | 1      | Non costituito    | Creato da Tahar Hmila dopo la sua esclusione dal Congresso per la Repubblica. |
| Partito Democratico Progressista                                  | -      | 16                | Si è fuso con altri partiti per costituire Al Joumhouri, con sette membri soltanto. |
| Movimento dei democratici socialisti (clan Khaskhoussi)           | -      | 2                 | Kamel Saâdaoui lascia il clan Khaskhoussi per unirsi al clan Mohsin-Khalfallah prima di aderire a Ennahda e poi lasciarla; Manel Kadri, che sostituisce Ahmed Khaskhoussi (dimissionario), raggiunge la Via Social Democratica. |
| Partito della nazione culturale e unionista                       | -      | 1                 | Ibrahim Hamdi, rappresentante di questo partito, ha poi aderito ad altre formazioni partitiche. |
| Partito della lotta progressista                                  | -      | 1                 | Hicham Hosni si dimette in seguito alla decisione del suo partito di congelare le proprie attività. |
| Partito democratico-sociale della nazione                         | -      | 1                 | Nizar Kacem, rappresentante di questo partito, si è poi dimesso. |
| Partito del Neo-Dustur                                            | -      | 1                 | Abderrazek Khallouli, rappresentante di questo partito, ha aderito in seguito al Movimento Tunisino per la Libertà e la Dignità, diventato poi Partito Al Amen. |
| Partito dell'equità e dell'uguaglianza                            | -      | 1                 | Mohamed Lotfi Ben Mesbah, rappresentante di questo partito, ha poi raggiunto Al Rafah. |
| Totale                                                            | 217    | 217               | - |

## Attribuzioni
Le attribuzioni dell'Assemblea costituente sono fissate in base alla legge sull'organizzazione provvisoria dei poteri pubblici:
- rappresentare il potere legislativo;
- eleggere il Presidente dell'Assemblea e il Presidente della Repubblica;
- controllare le azioni del governo;
- redigere la Costituzione.

## Presidente
Gli articoli 24, 25, 26 e 27 del Regolamento interno dell'Assemblea fissano le attribuzioni del Presidente. Egli deve, come rappresentante dell'Assemblea:
- vegliare sull'applicazione del Regolamento interno, sulle decisioni assunte in occasione delle sessioni plenarie e sulle decisioni dell'Ufficio;
- presiedere le riunioni dell'Ufficio dell'Assemblea;
- presiedere le sessioni plenarie;
- presiedere le riunioni della commissione incaricata di redigere la Costituzione.

In caso d'impedimento o di vacanza della presidenza dell'Assemblea, il primo vicepresidente lo sostituisce e, in caso d'impedimento di quest'ultimo, è il secondo vicepresidente a rimpiazzarlo. L'Assemblea costituente può revocare il suo Presidente, a maggioranza assoluta dei suoi membri. In caso do destituzione del Presidente, il primo vicepresidente assicura l'interim fino all'elezione di un nuovo Presidente, nel giro di una settimana.
In caso di vacanza della presidenza della Repubblica, è il Presidente dell'Assemblea costituente che diventa Presidente a interim, fino all'elezione di un nuovo Presidente della Repubblica. Durante questo periodo, è il primo vicepresidente che diventa Presidente dell'Assemblea costituente a interim.

## Lavori

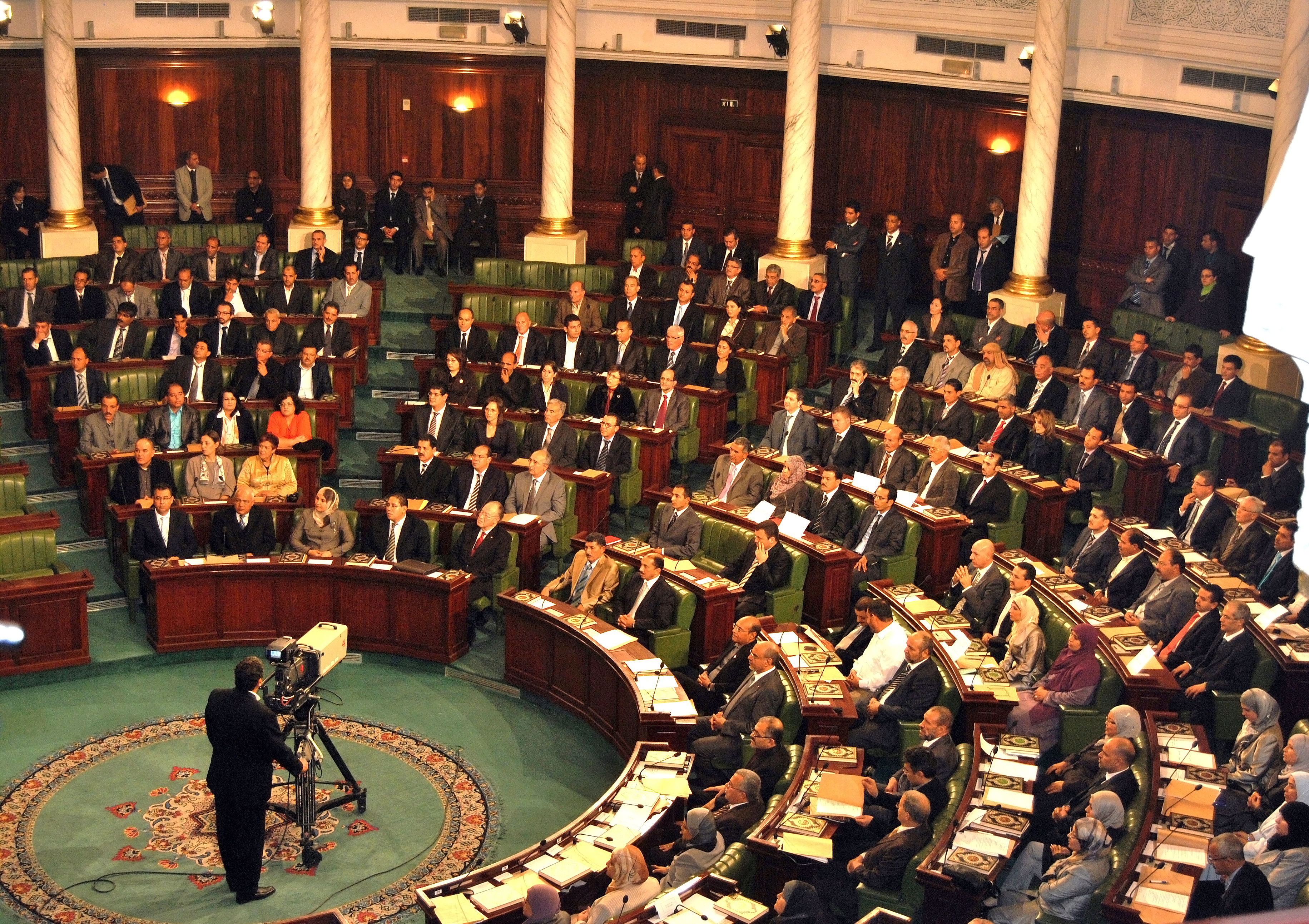
Prima seduta dell'Assemblea il 22 novembre 2011

La prima seduta dell'Assemblea costituente ha luogo, come previsto, il 22 novembre 2011 al palazzo del Bardo, l'antica sede della Camera dei deputati. La data era stata fissata il 12 novembre 2011 dal governo e dal Presidente della Repubblica a interim, Fouad Mebazaâ.
Il tentativo di completare il voto finale in aula di tutti gli articoli del progetto di Costituzione entro il 14 gennaio 2014, in modo da far coincidere l’adozione della nuova Costituzione con il terzo anniversario della Rivoluzione, fu mancato per pochi giorni. Ma negli ultimi giorni di lavoro della Costituente "ha cominciato a sgretolarsi la rigida contrapposizione laici/islamisti: proprio sui diritti delle donne".

### Elezione del Presidente dell'Assemblea Costituente
Al momento della seduta, i costituenti prestarono giuramento ed elessero il Presidente dell'Assemblea. Il Ettakatol (Forum Democratico per il Lavoro e le Libertà), Congresso per la Repubblica ed Ennahda conclusero un accordo per presentare Mustapha Ben Jaafar e formare così una Troika. Quanto all'opposizione, si presentò Maya Jribi per il Partito Democratico Progressista, col sostegno del Polo Democratico Modernista.
| Candidato           | Presentato da   | Presentato da                                           | Voti | %      |
| ------------------- | --------------- | ------------------------------------------------------- | ---- | ------ |
| Mustapha Ben Jaafar |                 | Ettakatol (Forum Democratico per il Lavoro e le Libertà | 145  | 68,08  |
| Maya Jribi          |                 | Partito Democratico Progressista                        | 68   | 31,92  |
| Iscritti            | Iscritti        | Iscritti                                                | 217  | 100,00 |
| Votanti             | Votanti         | Votanti                                                 | 215  | 99,08  |
| Bianchi e nulli     | Bianchi e nulli | Bianchi e nulli                                         | 2    | 0,92   |
| Espressi            | Espressi        | Espressi                                                | 213  | 99,07  |

Dopo l'elezione, il Presidente prestò giuramento e pronunciò un discorso nel quale mise in evidenza la missione destinata all'Assemblea, esprimendosi a favore di una Seconda Repubblica devota al conseguimento della giustizia sociale e protettrice delle libertà pubbliche e individuali. Affermò anche che il mandato dell'Assemblea non doveva superare un anno.
Meherzia Labidi Maïza (Ennahda) e Larbi Ben Salah Abid (CPR) furono poi eletti primo e secondo vicepresidente.

### Legge sull'organizzazione provvisoria dei poteri pubblici
Dopo cinque giorni di dibattiti, caratterizzati particolarmente dalla questione del ruolo riservato al Presidente della Repubblica, l'Assemblea costituente adottò il 10 dicembre un progetto di legge in 26 articoli che organizzavano provvisoriamente i poteri pubblici, con 141 voti a favore e 37 contrari. · 

### Elezione presidenziale
L'elezione del nuovo Presidente della Repubblica tunisina ebbe luogo il 12 dicembre 2011. Dieci candidati si presentarono: Moncef Marzouki, Mohamed Mejdoub, Mouaia Belhadj, Fredj Selmi, Ahmed Ben Nefissa, Wahid Dhieb, Sadok Ferchichi, Mohamed Gueddour, Mohamed Oussaïf e Abdelfattah Gargouri. Otto di essi non ottennero le quindici firme necessarie, un'altra candidatura non fu ritenuta ammissibile per mancanza dei requisiti d'età, uno solo candidato rispose a tutte le condizioni richieste per la candidatura.
Marzouki fu dunque eletto con 153 voti a favore, tre contrari, due astenuti e 44 voti bianchi, succedendo così a Fouad Mebazaâ. Prese di conseguenza possesso delle sue funzioni il giorno successivo.
| Candidato       | Presentato da   | Presentato da   | Voti | %      |
| --------------- | --------------- | --------------- | ---- | ------ |
| Moncef Marzouki |                 | CPR             | 153  | 75,74  |
| Iscritti        | Iscritti        | Iscritti        | 217  | 100,00 |
| Votanti         | Votanti         | Votanti         | 202  | 93,08  |
| Bianche e nulle | Bianche e nulle | Bianche e nulle | 46   | 22,77  |
| Espressi        | Espressi        | Espressi        | 156  | 77,22  |

## Gruppi e Commissioni

### Gruppi
Il 1º febbraio 2012, i gruppi parlamentari seguenti furono costituiti sulla base dell'articolo 19 del Regolamento interno:. Dopo l'annuncio della formazione dei gruppi, si tiene una riunione dei presidenti dei gruppi per distribuire le responsabilità tra i supplenti del presidente dell'Assemblea. Dall'esito della votazione risulta il seguente elenco
- Samira Merai (Afaq Tunus), vicepresidente incaricato della legislazione, dei rapporti col governo e la Presidenza della Repubblica;
- Badreddine Abdelkefi (Ennahda), vicepresidente incaricato dei rapporti col cittadino, con la società civile e i Tunisini residenti all'estero;
- Fathi Ayadi (Ennahda), vicepresidente incaricato dei rapporti esterni;
- Karima Souid (Ettakatol), vicepresidente incaricato dell'informazione;
- Hela Hammi (Ennahda), Dhamir Mannaï (CPR) e Hatem Ben Abdallah Kelaï (Petizione Popolare), vicepresidenti incaricati della gestione generale e del controllo dell'attuazione del bilancio.

Tuttavia, in ragione dei continui movimenti scissionisti e del cambiamento dei partiti politici, questa ripartizione fu modificata per la maggior parte dei gruppi; i gruppi della Petizione Popolare e della Libertà e Democrazia si sciolsero dopo le dimissioni di numerosi loro membri. Nell'agosto del 2014, la ripartizione si presentò come segue, tenuto conto che 53 membri non facevano parte dei gruppi parlamentari.
| Gruppo                            | Membri attuali | Membri uscenti | Movimenti    | Partiti | Presidente del gruppo        |
| --------------------------------- | -------------- | -------------- | ------------ | --- | ---------------------------- |
| Ennahda                           | 89             | 89             | -            | Ennahda (88) Altri (1) | Sahbi Atigue                 |
| Gruppo democratico                | 18             | 30             |              | Al Joumhouri (1) Via Social Democratica (9) Afaq Tunus (2) Ettakatol (1) Movimento dei patrioti democratici (1) Partito Repubblicano Maghrebino (1) Partito dell'Equità e dell'Uguaglianza (1) Fronte nazionale tunisino (1) Altri (1) | Salma Baccar                 |
| Transizione democratica           | 13             | -              | -            | Partito del Movimento della Repubblica (4) Al Amen (3) Unione Patriottica Libera (2) Movimento Tunisino per la Libertà e la Dignità (2) Altri (2)                                                                                      |                              |
| Congresso per la Repubblica (CPR) | 16             | 29             | -            | Congresso per la Repubblica (11) Altri (5) | Haythem Belgacem             |
| Ettakatol                         | 13             | 22             | -            | Ettakatol (10) Appello della Tunisia (Nidāʾ Tūnus) (1) Altri (2) | Mouldi Riahi                 |
| Alleanza Democratica              | 12             | -              | -            | Alleanza Democratica (10) Altri (2) | Mohamed Ben Mabrouk Hamdi    |
| Movimento Wafa                    | 9              | 12             | -            | Movimento Wafa (6) Altri (3) | Abderraouf Ayadi             |
| Petizione Popolare                | -              | 26             | Dissoluzione | Petizione Popolare | Mohamed Ben Youssef El Hamdi |
| Libertà e Democrazia              | -              | 13             | Dissoluzione | Unione Patriottica Libera (6) Dissidenti della Petizione Popolare (7) | Abdelmonem Krir              |
| Libertà e Dignità                 | -              | 12             | Dissoluzione | - |                              |
| Indipendenti Liberi               | -              | 10             | Dissoluzione | Dissidenti della Petizione Popolare (9) Altri (1) | Salah Chouaïb                |

Appello della Tunisia (Nidāʾ Tūnus) conta sei costituenti (un dissidente della Petizione Popolare, uno del CPR e quattro di Ettakatol); Khemaïs Ksila ha tentato di reclutare altri membri, specie in seno al Gruppo Democratico..
D'altra parte, il Partito per l'Apertura e la Fedeltà di Bahri Jelassi annunciò in un primo momento d'avere ottenuto l'adesione di otto antichi membri della Petizione Popolare, fra cui Tarek Bouaziz e Moncef Cherni, che avevano raggiunto i ranghi dell'Unione Patriottica Libera sei mesi prima; Jelassi promise nel settembre 2012 la creazione di un suo proprio gruppo parlamentare ma le posizioni retrograde del suo leader fanno fallire il progetto e gli otto membri presunti e un altro membro dimissionario della Corrente per l'Amore (Petizione popolare) si uniscono a Salah Chouaïb per costituire un nuovo gruppo, gli Indipendenti Liberi.

### Commissioni
| Responsabilità                                             | Membri    | Presidente          | Relatore         |
| ---------------------------------------------------------- | --------- | ------------------- | ---------------- |
| Redazione del Regolamento interno                          | 22 membri | Amer Larayedh       | Omar Chetioui    |
| Redazione della legge d'organizzazione dei poteri pubblici | 22 membri | Saïd Mechichi       | Abderraouf Ayadi |
| Redazione della nuova Costituzione                         |           | Mustapha Ben Jaafar | Habib Khedher    |

Il 1º febbraio 2012, Habib Khedher è eletto Relatore generale della commissione incaricata della redazione della Costituzione. ; il faisait face à la candidature de Fadhel Moussa
| Candidato       | Partito politico | Partito politico            | Voti | %     |
| --------------- | ---------------- | --------------------------- | ---- | ----- |
| Habib Khedher   |                  | Ennahda                     | 114  | 58,16 |
| Fadhel Moussa   |                  | Polo Democratico Modernista | 83   | 41,84 |
| Iscritti        | Iscritti         | Iscritti                    | 198  | 91,24 |
| Votanti         | Votanti          | Votanti                     | 197  | 99,49 |
| Bianche e nulle | Bianche e nulle  | Bianche e nulle             | 1    | 0,51  |
| Espressi        | Espressi         | Espressi                    | 196  | 99,49 |